# Быково (городской округ Подольск)
Быково — посёлок в Городском округе Подольск Московской области России. До 2015 года был административным центром сельского поселения Стрелковское ныне упразднённого Подольского района; до 2006 года был центром Стрелковского сельского округа.

## Население
| 2002 | 2006  | 2010  |
| ---- | ----- | ----- |
| 1630 | ↗1711 | ↘1567 |

Согласно Всероссийской переписи, в 2002 году в посёлке проживало 1630 человек (749 мужчин и 881 женщина). По данным на 2005 год в посёлке проживало 1711 человек.

## Расположение
Посёлок Быково расположен у Симферопольского шоссе примерно в 7 км к северо-востоку от центра города Подольска. Ближайшие населённые пункты — деревни Быковка и Борисовка. Рядом с посёлком протекает река Пахра.

## Достопримечательности
- Вблизи южной окраины посёлка находится поселение «Быково-II». Поселение имеет статус памятника археологии[6].
- Мемориальный музей академика В. К. Милованова и профессора И. И. Соколовской[источник не указан 1122 дня].
- В центре посёлка между старым Домом Культуры и Амбулаторией до 2016 г. находился памятник односельчанам, погибшим в годы Великой Отечественной войны. После сноса старого здания ДК и строительства нового, памятник был снесён и установлен заново, рядом с новым домом культуры[источник не указан 1122 дня].

## Образование
В посёлке расположена Быковская средняя общеобразовательная школа, а также Российская академия менеджмента в животноводстве.

## Улицы

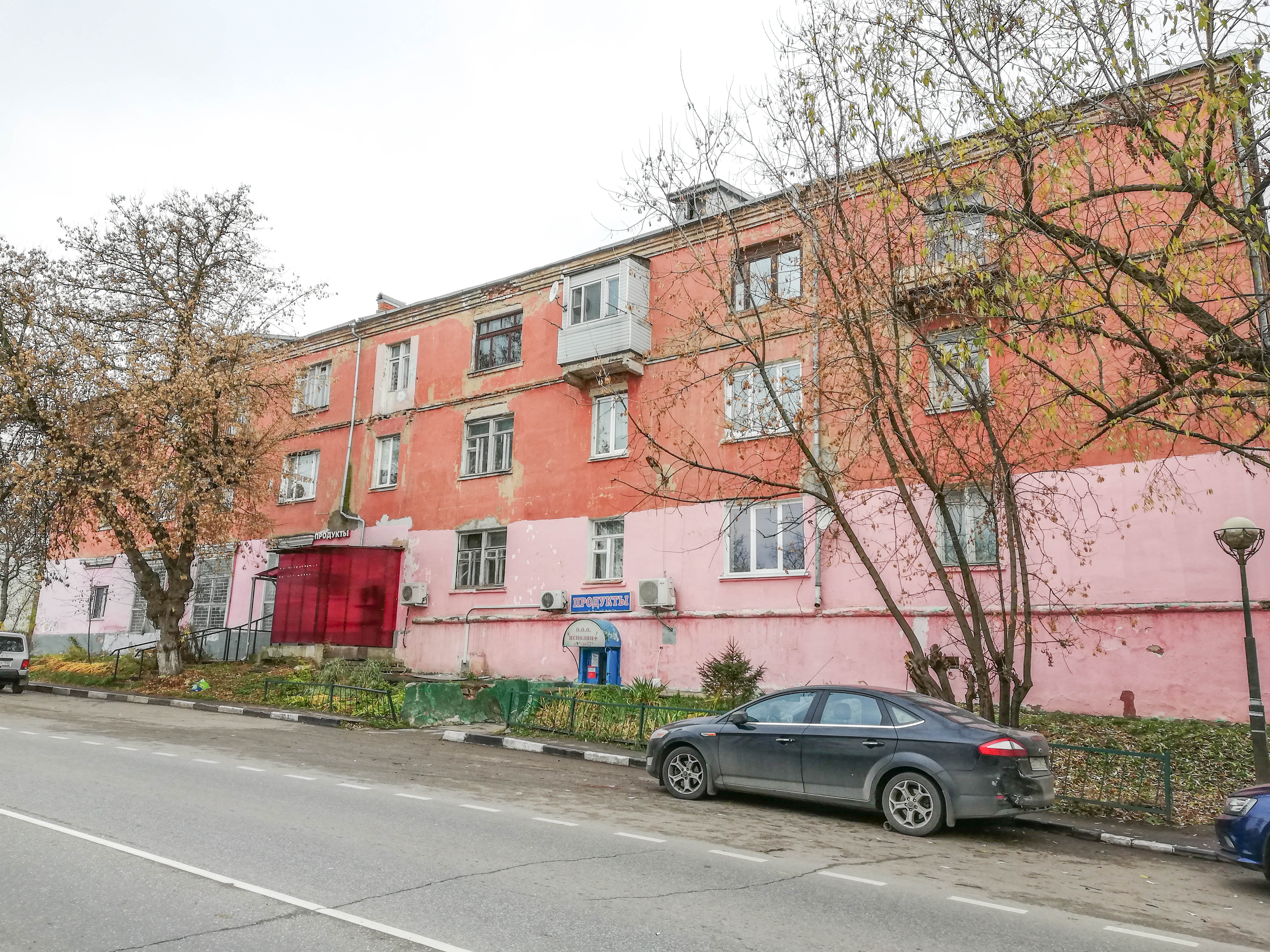
Одна из улиц в посёлке Быково

В посёлке Быково имеются следующие улицы и территории:
- Академическая улица
- Территория ГСК Быково-2
- Территория ГСК Быково-3
- Территория ДСПК Изида
- Каштановая улица
- Лесная улица
- Московская улица
- Полевая улица
- Территория СНТ Быково
- Территория СНТ Логос
- Территория СНТ Поляна
- Территория СНТ Полянка
- Спортивная улица
- Центральная улица
- Школьная улица